# Boris Smysłow
Boris Wasiljewicz Smysłow, ros. Борис Васильевич Смыслов (ur. 12 grudnia?/25 grudnia 1917 w Rostowie, gubernia jarosławska, Rosyjska FSRR, zm. 4 listopada 1970 w Moskwie) – rosyjski piłkarz, grający na pozycji napastnika, trener piłkarski.

## Kariera piłkarska

### Kariera klubowa
Wychowanek klubu Zenit w miasteczku Kalininskij w obwodzie moskiewskim. W latach 1936–1938 grał w składzie drużyny zakładowej im. Kalinina w Kalininskim. W 1939 rozpoczął profesjonalną karierę zawodową w klubie Zenit Leningrad, skąd przeszedł do Torpeda Moskwa. W 1941 roku zasilił skład Stachanowca Stalino, a po ataku Niemiec na ZSRR powrócił do Moskwy, gdzie został piłkarzem Krylji Sowietow Moskwa. W 1942 przeszedł do Spartaka Moskwa, w którym występował przez 7 lat. W 1949 roku przeniósł się do Krylji Sowietow Kujbyszew, w którym w 1952 zakończył karierę piłkarską.

## Kariera trenerska
Po zakończeniu kariery piłkarskiej rozpoczął pracę szkoleniową. W 1954 łączył funkcje piłkarza i trenera w amatorskim zespole Krasnyj Oktiabr' Tuszyno. Od marca do grudnia 1956 pomagał trenować Spartak Użhorod. W latach 1957–1963 prowadził kluby Spartak Stanisławów, Spartak Erywań, Spartak Krasnodar i Onieżec Pietrozawodsk. W 1967 pracował na stanowisku dyrektora klubu Szynnik Jarosławl, a w następnym roku poprowadził Ałaj Osz. W 1970 stał na czele klubu Irrigator Çärjou. 4 listopada 1970 zmarł w Moskwie.

## Sukcesy i odznaczenia

### Sukcesy klubowe
- brązowy medalista Mistrzostw ZSRR: 1946, 1947
- zdobywca Puchar ZSRR: 1948

### Sukcesy indywidualne
- mistrz strefy Klasy B: 1957, 1959

### Odznaczenia
- tytuł Mistrza Sportu ZSRR